# Чёрные скалы
«Чёрные скалы» (азерб. Qara daşlar) — советская драма 1956 года производства Бакинской киностудии, являющиеся экранизацией одноимённого романа Мехти Гусейна.

## Синопсис
Киноповесть рассказывает о героической борьбе за нефть, о столкновении молодёжи и консерваторов, которые препятствует осуществлению инициатив нефтяников. В фильме показано, как нефтяные разведчики занимаются бурением Каспийского моря. 
Первые работы в кино Камиля Наджафзаде в качестве художника-постановщика и первая роль в кино Гасана Турабова. Фильм вышел на экраны 28 мая 1957 года.

## Создатели фильма

### В ролях
Исмаил Эфендиев — Шейда Иманов
Алескер Алекперов — Гудрат Исмаилзаде (дублировал С. Курилов)
Адиль Искендеров —Халилов
Исмаил Дагестанлы — Асланов
Рамиз Алиев — Тахир
Назакят Гусейнова — Латифа
Али Курбанов — мастер Рамазан
Борис Чинкин — Кошкин
Мустафа Марданов — Дамиров
Мовсун Санани — мастер Курбан
Алекпер Гусейн-заде —Аганемат
Сергей Якушев — русский нефтяник
Софа Баширзаде — Лала
Ф. Мустафаев — Теймур
Азиза Мамедова — тётя Ниса
Талят Рахманов — инженер
Маджид Шамхалов — врач
Владимир Иванов
Р. Хашимзаде
Мамедрза Шейхзаманов
А. Расулов
Алиага Агаев — инженер
Али Гейдар Гасанзаде — инженер
Гасан Турабов — связист Гусейн

#### Роли дублировали (в титрах не указаны)
Али Зейналов — Тахир (Р. Алиев)
Окума Курбанова — Латифа (Назакят Гусейнова)
Садых Гусейнов — инженер
Алиага Агаев — Садых
Гасанага Салаев — русский инженер
Юсиф Велиев — русский нефтяник (Сергей Якушев)
Гусейнага Садыков — Теймур (Ф. Мустафаев)

### Административная группа
автор сценария : Мехти Гусейн
режиссёр-постановщик : Ага-Рза Кулиев
операторы-постановщики : Хан Бабаев, Аскер Исмаилов
художники-постановщики : Камиль Наджафзаде, Элбек Рзагулиев
режиссёр : Шамиль Махмудбеков
композитор : Рауф Гаджиев
автор текста песни : Анвар Алибейли
звукооператор : Агахусейн Каримов
директор фильма : Теймур Гусейнов
оркестр : Азербайджанский государственный симфонический оркестр имени Узеира Гаджибекова
дирижёр : Чингиз Гаджибеков
оператор : Али Гусейн Гусейнов
художник : Мирза Рафиев
вокал : Мобиль Ахмедов (в титрах не указан)